# Jewgeni Wiktorowitsch Buschmin

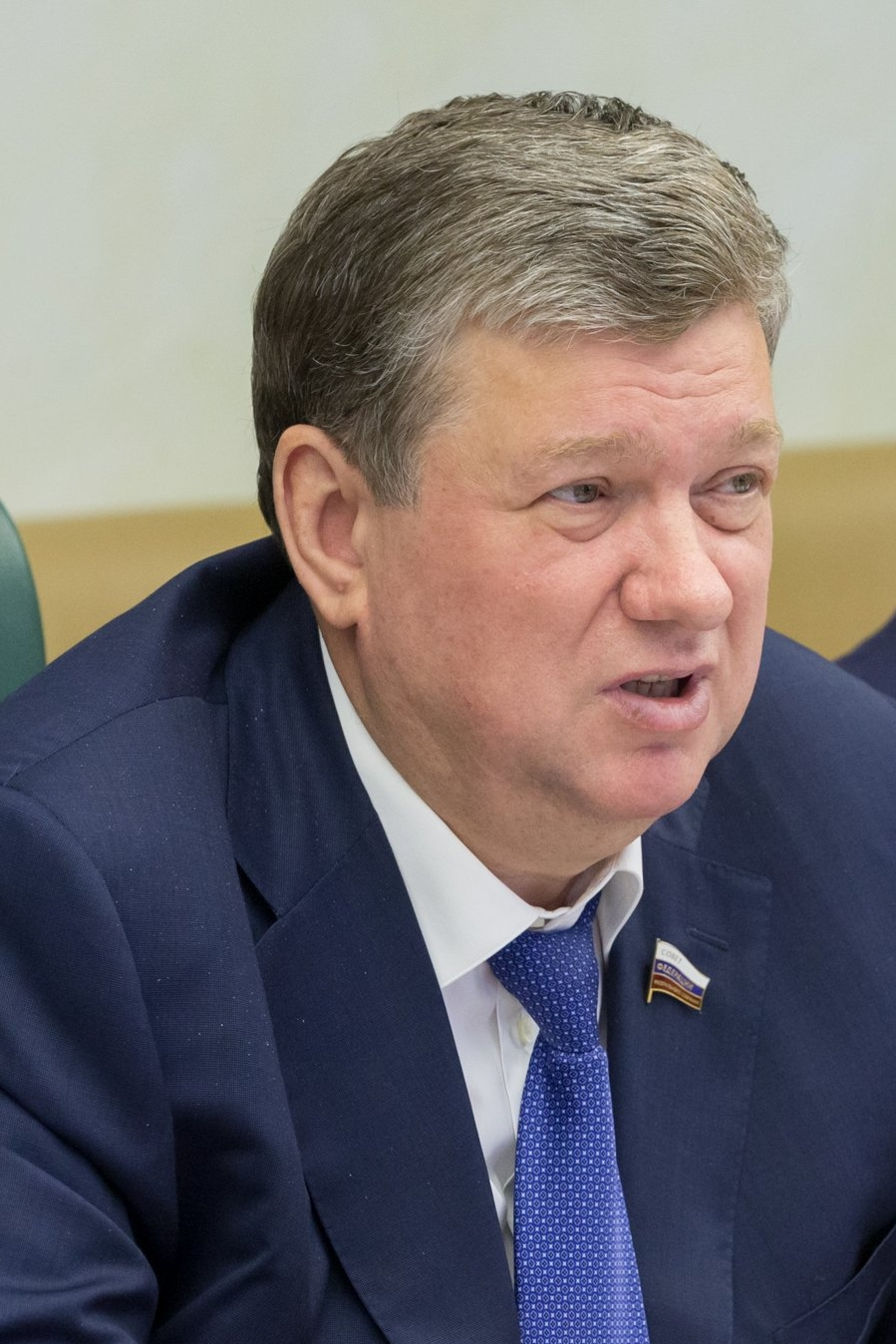
Jewgeni Wiktorowitsch Buschmin

Jewgeni Wiktorowitsch Buschmin (russisch Евгений Викторович Бушмин, * 4. Oktober 1958 in Lopatino, Oblast Gorki, Sowjetunion; † 6. Oktober 2019) war ein russischer Politiker.

## Leben
Zwischen 1975 und 1980 studierte Buschmin Wirtschaftsingenieurwesen an der Lobatschewski-Universität Nischni Nowgorod.
Von 1993 bis 1995 saß er als Abgeordneter in der Duma. Von 1998 bis 2001 war er stellvertretender Finanzminister Russlands.
Im November 2001 wurde Buschmin als Vertreter der Oblast Nischni Nowgorod in den Föderationsrat Russlands gewählt. 2005 wurde er im Amt bestätigt, diesmal als Vertreter der Region Rostow. Diesen Posten hatte er bis zu seinem Tod inne.
Buschmin war Stellvertretender Vorsitzender des Föderationsrates in der Russischen Föderation. Im März 2014 wurde Buschmin von der EU mit einem Einreiseverbot und einer Vermögenssperre sanktioniert.